# Al-Insan

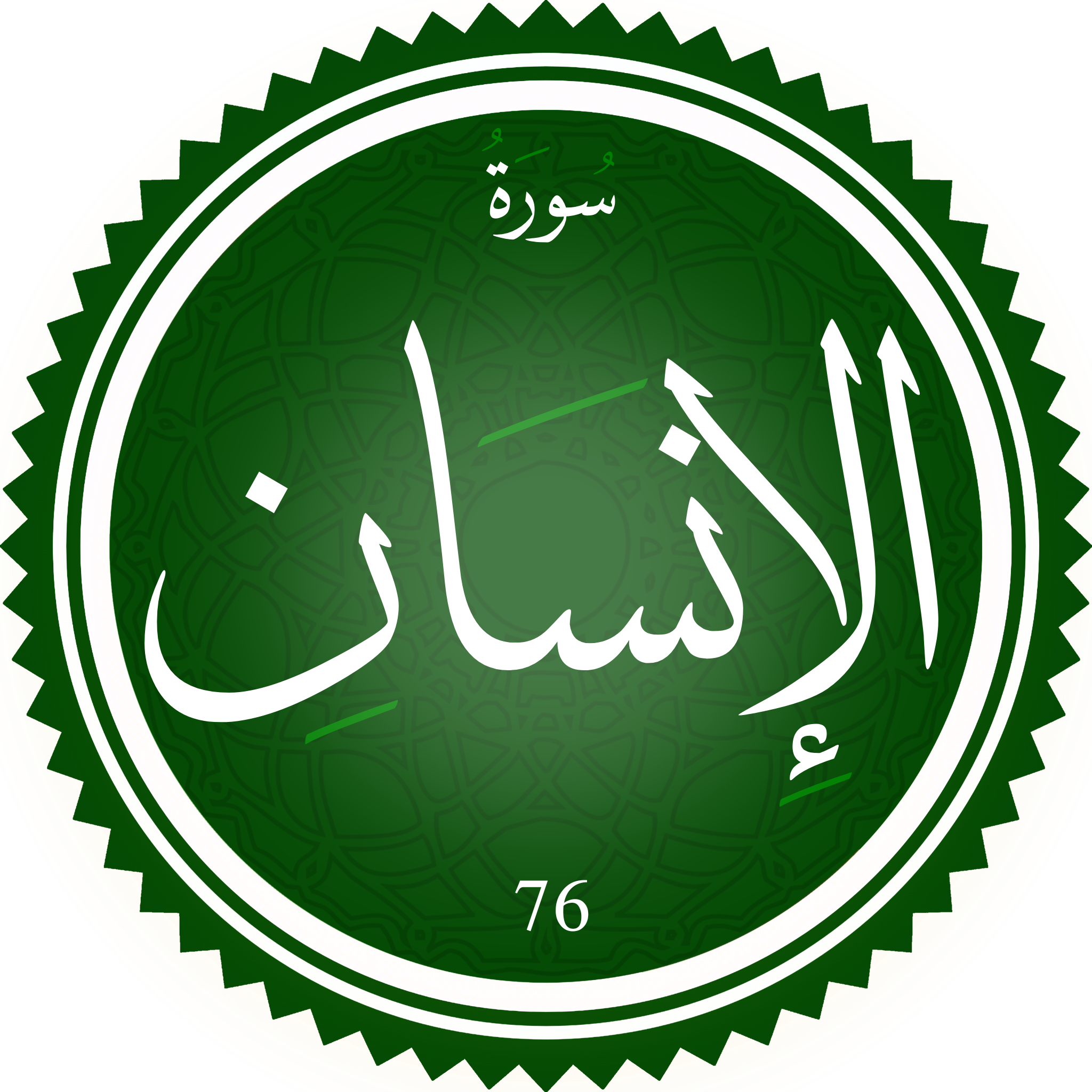
Sura al-Insan.

Al-Insān (arabiska: سورة الإنسان) ("Människan") eller Ad-Dahr ("Tiden") är den sjuttiosjätte suran i Koranen med 31 verser (ayah). Den reciteras vanligen under Fredagsbönen.
Det har nämnts att ärkeängeln Gabriel gratulerade den islamiske profeten Muhammed i samband med att Ali, Fatima, Hasan och Husayn hade fastat i tre dagar på raken, och även brutit sin fasta med vatten eftersom de hade uppoffrat sin mat till en fattig, föräldralös och fånge (se vers 76:8) varje dag. Därefter hade Gabriel reciterat detta kapitel för profeten.